# Teodosi II el Jove
|  | «Teodosi II» redirigeix aquí. Vegeu-ne altres significats a «Teodosi II (desambiguació)». |

Teodosi II (en llatí Flavius Theodosius; abril del 401 – 28 de juliol del 450) fou emperador romà d'Orient del 408 al 450. El fet més remarcable del seu regnat va ser la promulgació d'un codi legal i la construcció d'una segona muralla a Constantinoble. També va crear una universitat en aquesta ciutat. El seu regnat es considera una petita edat d'or.

## Ascens al poder
Teodosi va néixer el 401 i va ser l'únic fill de l'emperador Arcadi i de la seva esposa franca Èlia Eudòxia. El gener de l'any següent ja va ser proclamat august, això el va convertir en la persona més jove fins al moment en portar aquest títol. A la mort d'Arcadi el 408, fou proclamat emperador amb només 7 anys. Inicialment el comandament de l'imperi va estar a mans d'Antemi, prefecte del pretori d'Orient, que va governar de facto durant el regnat del seu pare.

## Les muralles de Teodosi
La doble muralla de la ciutat de Constantinoble es va construir a 2 km a l'oest de la muralla de Constantí. Les obres es van realitzar en dues fases: una durant la minoria d'edat de Teodosi, sota la supervisio d'Antemi, i la segona el 413 segons diu una llei del Codex Theodosianus. El 1993 es va descobrir una inscripció, que indica que les obres van durar nou anys, això implicaria que les obres ja s'haurien iniciat cap al 404 o el 405, durant l'època de l'emperador Arcadi (r. 395–408). Consistia en un mur amb torres, més tard s'ampliaria i actualment és el mur intern d'una doble muralla coneguda amb el nom de Muralles de Teodosi. Cap a finals del seu regnat tres terratrèmols (25 de setembre del 437, 6 novembre del 447 i gener del 448) van destruir part de les muralles i 57 torres; i Teodosi les va fer reparar amb urgència pel perill imminent que suposaven els huns. Probablement va ser durant aquesta reconstrucció que es va afegir el segon mur i el fossat exterior.

## Política religiosa
En sortir Antemi d'escena en 414, prendria major protagonisme Pulquèria, germana gran de l'emperador, que el va empènyer cap a l'ortodòxia cristiana. Aquesta posició de religiositat exacerbada el portà a persecucions contra heretges, pagans i jueus. El 415, ja finalitzades les obres de la principal església de la ciutat, dedicada a Santa Sofia es va consagrar.
Pulquèria també propicià el matrimoni de Teodosi amb Atenade, una pagana filla d'un sofista atenès, que es batejà i va rebre el nom d'Èlia Eudòxia. La parella tindria una filla, Licínia Eudòxia el matrimoni de la qual amb l'emperador romà d'Occident Valentinià III marcà un intent de reunificació de les dues meitats de l'Imperi Romà, encara que durà poc temps.
Durant el regnat de Teodosi II, a causa d'una opinió expressada pel patriarca Ciril I d'Alexandria van aparèixer el nestorianisme i els primers problemes greus de religió, que afectarien fortament l'imperi en el futur proper i a llarg termini. Per resoldre la disputa entre Ciril i Nestori, Teodosi va haver de convocar un concili ecumènic a Efes que Ciril va poder dirigir el 431, amb la qual cosa n'imposà el començament abans de l'arribada dels bisbes orientals favorables a Nestori i -com a conseqüència- aquest fou condemnat com a heretge, va proclamar solemnement la maternitat divina de la verge i va condemnar el nestorianisme i el pelagianisme.
Teodosi es va caracteritzar per ésser un dels primers emperadors que va fer una purga de llibres en l'interès de l'església catòlica. El seu fanatisme va arribar a l'instant de tenir en l'exèrcit només a cristians; ja havia expulsat als no conversos de tots els càrrecs públics. Va prohibir als jueus celebrar el purim (és una festivitat jueva que és celebrada anualment el 14 del mes jueu d'adar en commemoració del miracle relatat en el Llibre d'Ester, en el qual els jueus es van salvar de ser aniquilats sota el mandat del rei persa Assuer, identificat per uns quants historiadors com Xerxes I), no podien construir més sinagogues, tampoc podien tenir esclaus cristians havien de transferir-los a l'església. El 429 va abolir el patriarcat jueu.

## Política exterior

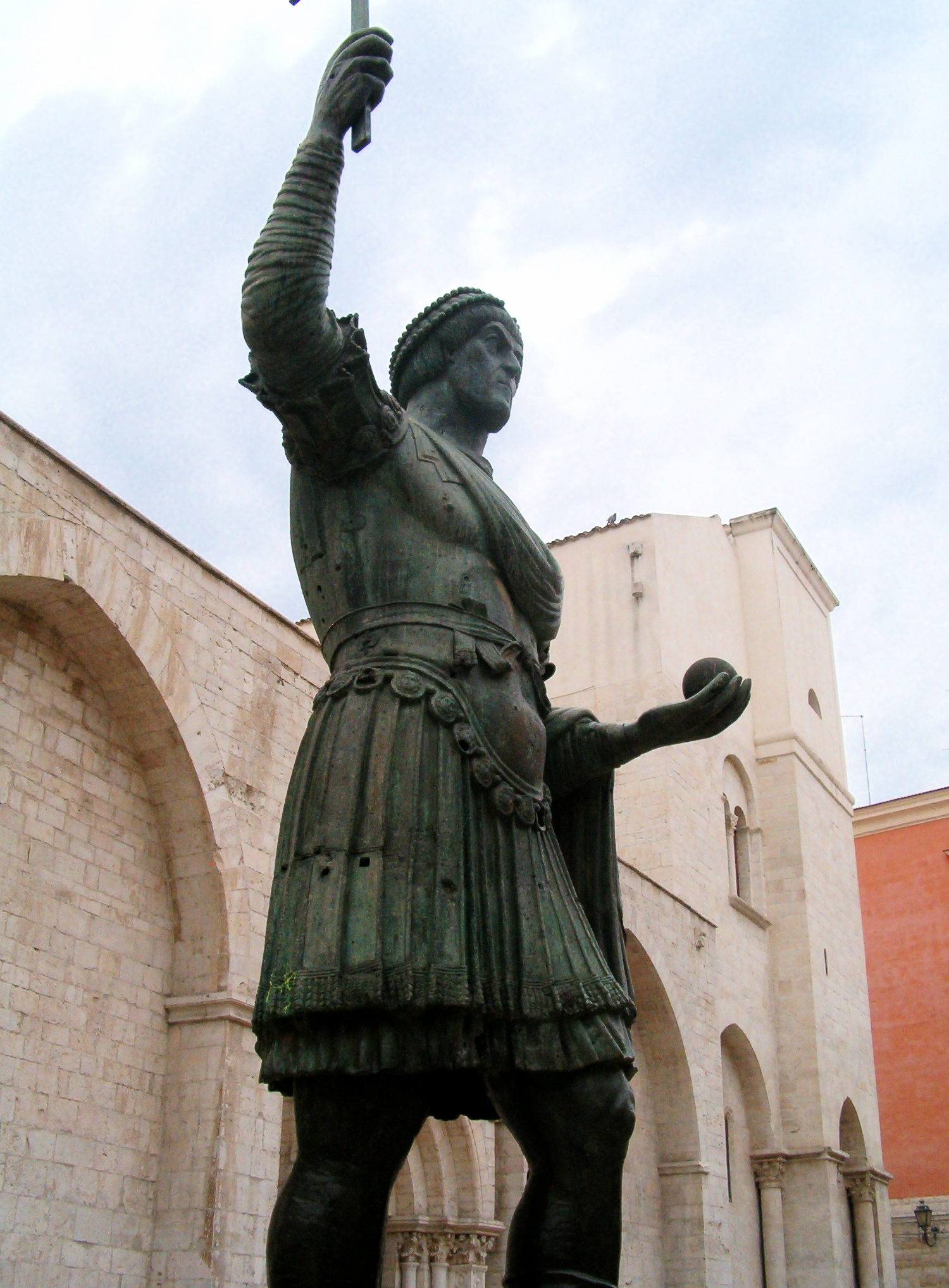
Estàtua erigida a Barletta en honor de Teodosi II, té 4,50 m d'alçada.

En l'aspecte militar, Teodosi II va repel·lir invasions de l'Imperi Sassànida ordenades pel rei Bahram V, acabant amb 40 anys de pau entre aquests dos països. La defensa fou confiada al general Ardabur. Mentrestant els huns van atacar Tràcia i Dàcia; les tropes romanes d'Orient van ser derrotades per les de Rues i els huns van imposar el pagament d'un tribut (25.200 nomismes). Aprofitant que els romans d'Orient estaven ocupats en la lluita contra els huns, unes tribus d'ostrogots es van establir a Pannònia.
El 423, l'emperador d'Occident Flavi Honori, oncle de Teodosi, va morir i es va proclamar emperador el primicerius notarius Joannes. La germana d'Honori Gal·la Placídia i el seu jove fill van fugir cap a Constantinoble cercant suport; després d'un temps de deliberació el 424 Teodosi va declarar la guerra a Joannes. El 23 d'octubre del 425, Valentinià III fou instal·lat al tron d'Occident, tenint com a conseller a Helió i la mare com a regent. Per enfortir els lligams entre les dues parts de l'imperi la filla de Teodosi fou promesa en matrimoni amb Valentinià, ell tenia uns quatre anys i ell dos.
Cap a l'any 432 els huns van quedar units sota el rei Rues, que va donar suport a Aeci en les intrigues de poder de l'Imperi Romà d'Occident, i va exigir el retorn dels fugitius huns que s'havien refugiat en territori de l'Imperi Romà d'Orient i s'havien posat al servei de Teodosi II el Jove o trencaria la pau. A la seva mort el 434 va deixar els seus nebots Bleda i Àtila (fills del seu germà Mundzuk) amb el poder sobre totes les tribus dels huns, i van intentar mantenir els termes de la pau amb els romans. Àtila i Bleda es van trobar amb la delegació imperial a la ciutat de Margus (actual Požarevac) i, tots muntats a cavall d'acord amb els costums huns, van negociar un acord favorable: els romans no tan sols van retornar les tribus fugitives, sinó que també van doblar el tribut de 350 lliures d'or romanes, van obrir les fronteres als mercaders huns i van pagar un rescat de vuit sòlids per cada presoner romà. Durant aquest període, els huns van estendre el seu imperi fins als Alps, el Rin i el Vístula.
El 439, els vàndals es van traslladar cap a l'est, abandonant temporalment Numídia i capturant Cartago, on van establir el Regne Vàndal, un estat independent amb una poderosa marina, i els sassànides de Yazdegerd II van envair Àrmènia el 441 provocant una crisi financera immediata a l'Imperi d'Occident. La diòcesi d'Àfrica era pròspera i requeria poques tropes per mantenir-la segura, aportant grans ingressos fiscals i exportava blat per alimentar Roma i moltes altres zones.
Les tropes romanes es van reunir a Sicília deixar a Àtila i Bleda un camí clar a través d'Il·líria cap als Balcans, que acusant els de trencar el tractat de Màrgum van envair l'any 441 saquejant Viminàcium, Màrgum, Sigindunum i Sírmium. Després d'una breu treva el 442 Teodosi II el Jove va retirar les seves tropes de Sicília i va ordenar una gran emissió de noves monedes per finançar les operacions contra els huns. Creia que podia derrotar els huns i va rebutjar les demandes dels reis huns, que van continuar amb els seus atacs i Àtila i Bleda van respondre reprenent la seva campanya el 443. Atacant a través del Danubi, van fer caure els centres militars de Raciària i van assetjar amb èxit la ciutat de Naïssus amb ariets i torres mòbils (avanços militars que eren nous pels huns). Van prosseguir la campanya prenent Sàrdica, Filipòpolis, i Arcadiòpolis. Van derrotar les forces romanes a les portes de Constantinoble i tan sols van aturar-se per la manca de l'equipament necessari per posar setge a la ciutat i les seves imponents muralles. Teodosi va admetre la derrota i va enviar l'oficial de la cort Anatoli per negociar les condicions de pau, que van acabar sent més dures que l'anterior tractat: l'emperador va accedir a entregar 6.000 lliures romanes d'or com a penalització per haver desobeït els termes del tractat durant la invasió, el tribut anual es va triplicar, arribant a 2.100 lliures romanes d'or, i el rescat per cada romà presoner va pujar a 12 sòlids, així que no hi va haver invasions bàrbares significatives a les riques zones del sud d'Anatòlia, el Llevant i Egipte, que seguirien sent pròsperes contribuïdores als ingressos fiscals.
Genseric va establir els vàndals com a sobirans i el 442 va poder negociar unes condicions de pau molt favorables amb l'imperi occidental mantenint els territoris conquerits, i aconseguint que el seu fill gran Huneric es prometés amb Eudòxia, la filla de Valentinià III, que tenia la legitimitat de les dinasties valentiniana i teodosiana. L'aliança de visigots i vàndals no va tenir beneficis; mentre Huneric vivia com a ostatge a Ravenna es va produir una revolta dels nobles vàndals contra el rei el 442, en la qual probablement la seva esposa visigoda va estar implicada. Genseric va sospitar que el volia enverinar, i la va mutilar tallant-li el nas i les orelles, i la va tornar al seu pare Teodoric a Tolosa el 445. L'acció diplomàtica d'Aeci va evitar la permanència d'aquesta aliança que hagués estat un perill per als romans. Els romans van recuperar Numídia, i Roma va rebre novament un subministrament de gra d'Àfrica. El règim imperial va haver d'augmentar els impostos, i tot i saber que la pagesia no podia pagar més i que no es podia aixecar un exèrcit suficient, va protegir els interessos dels terratinents desplaçats d'Àfrica i va permetre als individus rics evitar impostos.

## La Universitat i el Codi Teodosià
El 425 va ordenar la creació de la Universitat de Constantinoble, amb 31 càtedres: 15 en llatí i 16 en grec. Entre les matèries que s'impartien hi havia: legislació, filosofia, medicina, aritmètica, geometria, astronomia, música i retòrica.
L'any 429 Teodosi creà una comissió per sintetitzar i ordenar totes les lleis existents des del regnat de Constantí I el Gran . Aquest pla quedà incomplet, però el treball d'una segona comissió que es va reunir a Constantinoble completà la tasca i el recull legal es va publicar amb el nom de Codex Theodosianus l'any 438.

## Mort i descendència
Teodosi II va morir inesperadament el 450 producte d'un accident eqüestre. Pulquèria, la germana de Teodosi, que ja havia fet de consellera del seu germà, va assumir el poder a la seva mort, però no estava ben vist que una dona governés en solitari i la situació va ser provisional. Un mes més tard, sembla que per recomanació d'Aspar, un home de molta influència entre els senadors, es va casar amb Marcià, el qual fou coronat el 25 d'agost del 450.